# Rhymbillus hospes
Rhymbillus hospes es una especie de coleóptero de la familia Endomychidae. Es el único miembro del género Rhymbillus.

## Distribución geográfica
Habita en  Natal en (Sudáfrica).